# Echeveria peruviana
Echeveria peruviana es una planta suculenta de la familia de las crasuláceas. Es endémica del sur de Perú, aunque ha sido también citada en Argentina y Bolivia, pero estudios recientes demuestran que las citaciones en Argentina serían erróneas y corresponderían a otras especies.

## Descripción
Es una planta suculenta, herbácea, perenne, glabra y generalmente acaule.
Su roseta es compacta con un diámetro de hasta 20 cm después del periodo de lluvia.
Sus raíces son tuberosas como la mayoría de las Echeverias andinas, de entre 3–5 cm de ancho y de color amarillento crema.
Sus hojas son carnosas con un color desde verde oliva grisáceo a gris glauco con un tono violáceo.
La inflorescencia es un racimo simple, con un tallo floral de entre 25–38 cm de largo. Las flores consisten de una corola de cinco pétalos de color amarillo y salmón o rojizos. Florece de febrero a mayo.

## Distribución y hábitat
Echeveria peruviana es nativa del sur de Perú, de los departamentos de Tacna y Moquegua. Habita en ecosistemas desérticos, semiáridos y de transición entre los 2800 y 3200 m s. n. m.
También fue citada en Argentina en las provincias de Jujuy y Salta, y en Bolivia en departamentos como Cochabamba y La Paz, pero estas citaciones serían erróneas y corresponderían a otras especies. E. peruviana es hasta el momento endémica de Perú, con algunos ejemplares encontrados a algunos kilómetros cerca de la frontera con Chile.

## Taxonomía
Echeveria peruviana fue descrita por Franz Julius Ferdinand Meyen en Reise um die Erde, Parte 1, Libro 3, p.448. 1834.
Etimología
Echeveria: nombre genérico que fue descrito en 1828 por Augustin Pyrame de Candolle en Prodromus Systematis Naturalis Regni Vegetabilis 3: 401. El género fue nombrado en honor del artista botánico mexicano Atanasio Echeverría y Godoy (¿1771?-1803).
peruviana: epíteto geográfico que indica su localización en Perú.

### Sinonimia
- Cotyledon peruviana (Meyen) Baker